# Budki (district Olecko)
Budki (Duits: Buttken) is een plaats in het Poolse woiwodschap Ermland-Mazurië, in het district Olecko. De plaats maakt deel uit van de landgemeente Kowale Oleckie.